# Murmur (filme)
Murmur é um filme de terror de 2022 dirigido por Mark Polish. Sua estreia foi no Festival Internacional de Cinema de Oldenburg 2022 e teve um lançamento digital pela Buffalo 8 em 25 de outubro de 2024 nos Estados Unidos.

## Sinopse
Após o lançamento de um aplicativo de realidade aumentada que capta os sinais vitais dos jogadores para criar uma experiência pessoal de filme de terror, com um vilão os perseguindo, um grupo de influeciadores digitais decidem se tornar cobaias para testar.

## Elenco
- Cyrus Arnold - Angel
- Garrett Bales - Albert
- Jonathan Charles - Buster
- David A. Cooper - guarda florestal
- Colin Ford - Maze
- Megan Lee - Kenzie
- April Martucci - Ginger
- Logan Polish - Tiger
- Brandon Wilson - Zach
- Francesca Xuereb - Roxy

## Recepção
Em sua crítica no The Hollywood Reporter, John Defore classificou-o como "um filme de terror nada assustador". No Film Threat, Benjamin Franz classificou-o com uma nota 8/10, chamando-o de "fantástico".